# 印加曼科加帕克国际机场
印加曼科加帕克国际机场（西班牙语:Aeropuerto Internacional Inca Manco Cápac ），是一座位于秘鲁胡利亚卡市的高高原机场。
机场运营由秘鲁商业机场与航空公司运营，该组织负责秘鲁机场的管理和运营。尽管被归类为国际机场，但印加曼科卡帕克国际机场没有任何定期国际直飞航班。因為地勢高，该机场拥有拉丁美洲最长的跑道之一，也是秘鲁最长的跑道之一。
该机场以库斯科印加文明的创始人曼科·卡帕克命名。

## 航点
该机场目前有以下航空公司运营：
| 航空公司     | 目的地       |
| ------------ | ------------ |
| 智利南美航空 | 庫斯科，利马 |
| 秘鲁天空航空 | 利马         |